# Fortunátus számok
A számelmélet területén egy adott n pozitív egész számhoz tartozó fortunátus szám (Fortunate number, Reo Fortune után) az a legkisebb m > 1 egész szám, amire  pn# + m prímszámot eredményez, ahol a pn# primoriális az első n prímszám szorzatát jelöli.
Például a hetedik fortunátus szám megtalálásához először ki kell számolni az első hét prímszám (2, 3, 5, 7, 11, 13 és 17) szorzatát, ami 510 510. Ehhez 2-t adva egy másik páros számot kapunk, 3-at adva 3 egy másik többszörösét, így tovább egészen 18-ig. 19-et hozzáadva azonban 510529-et kapunk, ami prímszám. Ezért 19 a hetedik fortunátus szám.A pn# -hez tartozó fortunátus szám mindig nagyobb pn-nél. Ez egyszerűen abból következik, hogy pn#, és így pn# + m is osztható m prímtényezőivel a 2 ≤ m ≤ pn értékekre.
Az első néhány primoriálishoz tartozó fortunátus számok:
3, 5, 7, 13, 23, 17, 19, 23, 37, 61, 67, 61, 71, 47, 107, 59, 61, 109 stb. (A005235 sorozat az OEIS-ben).
A fortunátus számok nagyság szerinti sora az ismétlődő értékek eltávolítása után:
3, 5, 7, 13, 17, 19, 23, 37, 47, 59, 61, 67, 71, 79, 89, 101, 103, 107, 109, 127, 151, 157, 163, 167, 191, 197, 199, ... (A046066 sorozat az OEIS-ben).
Reo Fortune sejtése szerint egyetlen fortunátus szám sem összetett (Fortune-sejtés).  A fortunátus prímek olyan fortunátus számok, melyek egyben prímszámok. Jelenleg (2012) minden ismert fortunátus szám prím.